# Михалина, Михаил Михайлович
Михаи́л Миха́йлович Михали́на (укр. Михайло Михайлович Михалина, словац. Michal Michalina, венг. Mihalina Mihály; 15 марта 1924, Порошково, Подкарпатская Русь — 30 августа 1998, Ужгород) — чехословацкий, венгерский, украинский и советский футболист, а со временем советский и украинский футбольный тренер и спортивный функционер. Играл на позиции левого защитника и полузащитника. Мастер спорта СССР (1952), один из первых заслуженных мастеров спорта киевского Динамо и первый спортсмен Закарпатья, удостоенный этого почётного спортивного звания (1955). Несколько раз выступал за сборную команду Украинской ССР и за вторую сборную СССР.

## Футбольная биография

### Карьера игрока
Свою карьеру начал в Словацкой группе чемпионата Чехословакии по футболу (1938) и в венгерских чемпионатах (1939—1943) в юношеской команде «Русь» (Ужгород), а в сезоне 1943/1944 уже играл в её основном составе во второй лиге чемпионата Венгрии по футболу. Позже стал организатором и играющим тренером в «Динамо» (Ужгород) (1945), a спустя один год перешёл в команду «Спартак» (Ужгород), выступающую в Украинской зоне второй группы чемпионата СССР. В ноябре 1948 года его вместе с девятью другими закарпатскими талантами пригласили в «Динамо (Киев)», в котором начиная с 1952 года на протяжении нескольких сезонов являлся капитаном команды. В составе «Динамо» провёл 108 официальных матчей чемпионатов страны и забил 4 гола. После проведённых в столице Украинской ССР семи сезонов возвратился в «Спартак» (Ужгород), в котором завершил свою футбольную карьеру.

### Карьера тренера и функционера
После завершения карьеры в большом футболе окончил Киевский институт физической культуры и перешёл на тренерскую работу. В клубе «Спартак» (Ужгород) его назначили играющим старшим тренером команды (1956), которую позже переименовали на «Верховину» (Ужгород). В 1969—1970 годах он возглавлял команду «Буковина» (Черновцы), a до июня 1971 — «Спартак» (Ивано-Франковск). Позже работал старшим тренером Отделения футбола Закарпатского Облспорткомитета (1972—1974) и опять тренировал ужгородскую команду мастеров (1975), которая тогда уже называлась «Говерла». После этого был старшим тренером Закарпатского отделения Спортивного Общества Спартак в городе Чопе (1976—1978, 1983—1990), и одним из тренеров футбольной школы в городе Иршава (1979—1982). Наряду с этим в 1977—1983 и в 1991—1995 годах выполнял функцию председателя Федерации футбола Закарпатской области.

## Достижения и звания

### Клубные достижения
- чемпион Спартакиады УССР по футболу: 1945
- чемпион УССР по футболу среди команд второй группы: 1946
- чемпион СССР по футболу среди дублирующих составов команд первой группы: 1949
- серебряный призёр чемпионата СССР по футболу среди команд «Класса А»: 1952
- обладатель Кубка СССР по футболу: 1954

### Личные достижения и звания
- занял третье место среди лауреатов ежегодной награды Футболист года на Украине: 1952
- спортивное звание Мастер спорта: 1952
- был включён в Список 33 лучших футболистов сезона в СССР (№ 2): 1952
- почётное спортивное звание Заслуженный мастер спорта: 1955